# Leponiscus anatifae
Leponiscus anatifae är en kräftdjursart som beskrevs av Giard 1887. Leponiscus anatifae ingår i släktet Leponiscus och familjen Hemioniscidae. Inga underarter finns listade i Catalogue of Life.